# 国吉源次
国吉 源次（くによし げんじ、1930年6月10日 - 2021年5月4日）は、沖縄民謡（宮古民謡）の歌手。宮古島歌謡の第一人者と称されている。

## 来歴・人物
1930年、沖縄県宮古郡城辺村（後に城辺町→宮古島市）字新城に生まれる。幼い頃から歌うことが好きで、四六時中「歌ってばかり」の少年だったという。
1945年、15歳で新城青年会に入会。20歳の頃から地域の演芸会で歌・三線を披露するようになる。その後、24歳で新城青年会会長に就任し、宮古島内の大会で活躍した。
1965年、宮古民謡の道に生きることを決意して宮古丸で那覇へ渡る。翌年、琉球放送の番組「金の歌銀の歌」に出演。宮古諸島の伊良部島に伝わる代表的な恋唄「伊良部トーガニー」を歌った。
1967年2月13日に開催された第20回NHKのど自慢沖縄地区大会では民謡の部優勝を果たし、沖縄本島においても類稀なる才能を発揮。翌月には全国大会にも出場。民謡歌手として本格的なデビューを遂げた。
1968年から25年連続で琉球放送の番組「新春民謡紅白歌合戦」に出演。この年、戦前の友利明令に次ぐ戦後初めての宮古民謡のレコードを発売。
1969年に初のリサイタルを故郷宮古島で開催するも、昼夜2回、2日間の公演予定が、超満員で収容できず、3日間に延長された。以後、これまで5回宮古でリサイタルを開催。
1971年には、那覇市内で民謡研究所を開設し、沖縄テレビの「東西民謡歌合戦」に出演。以後、同番組には20年連続して出演した。
1990年、芸道40周年を記念し、リサイタル「芸道四十年　国吉源次の世界」を開催するも、1991年と1993年の2度にわたって脳腫瘍で手術を受けた。2度目の手術の半年後より、本格的に演奏活動再開。 1995年、初のCDアルバム「初恋」を発売。1999年には芸道50周年記念リサイタル「芸道五十年　国吉源次の世界－宮古民謡の真髄を20世紀ヘー」 を開催。
2003年、沖縄県文化功労者に認定。
過去に琉球民謡協会理事長（2期）、宮古総合芸能協会会長、琉球民謡保存会理事長（2期）等の重役を歴任。宮古民謡保存会では死去まで会長を務めた。
妻は同じく宮古民謡歌手の国吉義子。
2021年5月4日午後3時23分、前立腺がんのため死去。享年90。

## ディスコグラフィー
- 初恋（1995年、ユニバーサルミュージック）
- 綾語～国吉源次の世界～（1999年、クラウンレコード）
- 宮古民謡特集（2001年、マルフクレコード）
- 伊良部トーガニー（2002年、ビクターエンタテインメント）

## 映画出演
- 「ホテル・ハイビスカス」（2002年、中江裕司監督）
- 「恋しくて」（2007年、同）